# Pestike
Pestike – wieś w Słowenii, w gminie Zavrč. W 2018 roku liczyła 117 mieszkańców.